# Rebecca McConnell
Rebecca McConnell (Canberra, 27 september 1991) is een mountainbikester uit Australië.
Onder de naam Rebecca Henderson nam McConnell tweemaal deel aan de Olympische Zomerspelen, in 2012 in Londen en in 2016 in Rio de Janeiro, beide malen aan het onderdeel Cross-Country bij het mountainbiken.
Op de Wereldkampioenschappen mountainbike behaalde McConnell in 2019 en 2020 een bronzen medaille.